# رالف گوبینز
رالف گوبینز (انگلیسی: Ralph Gubbins; ۳۱ ژانویهٔ ۱۹۳۲ – ۱۱ سپتامبر ۲۰۱۱) بازیکن فوتبال اهل بریتانیا بود.
از باشگاه‌هایی که در آن بازی کرده‌است می‌توان به باشگاه فوتبال هال سیتی، باشگاه فوتبال ویگان اتلتیک، باشگاه فوتبال بولتون واندررز، و باشگاه فوتبال ترانمره راورز اشاره کرد.